# یواس‌اس الارکا (وای‌تی‌بی-۲۲۹)
یواس‌اس الارکا (وای‌تی‌بی-۲۲۹) (به انگلیسی: USS Alarka (YTB-229)) یک کشتی بود که طول آن ۱۱۰ فوت ۰ اینچ (۳۳٫۵۳ متر) بود. این کشتی در سال ۱۹۴۵ ساخته شد.